# Disphragis isidra
Disphragis isidra är en fjärilsart som beskrevs av William Schaus 1901. Disphragis isidra ingår i släktet Disphragis och familjen tandspinnare. Inga underarter finns listade i Catalogue of Life.